# Йоанна Лещинська
Йоанна Лещинська (пол. Joanna Leszczyńska, нар. 18 грудня 1988, Варшава, Польща) — польська веслувальниця, бронзова призерка Олімпійських ігор 2016 року.

## Виступи на Олімпіадах
| Олімпіада           | Дисципліна     | Місце |
| ------------------- | -------------- | ----- |
| Лондон 2012         | парна четвірка | 8     |
| Ріо-де-Жанейро 2016 | парна четвірка | 3     |

## Зовнішні посилання
- Йоанна Лещинська — олімпійська статистика на сайті Sports-Reference.com (англ.) (архівна версія)

1. ↑  Joanna Hentka